# John James
John James Anderson, conocido artísticamente como John James (Minneapolis, Minnesota, 18 de abril de 1956)

## Biografía
Hijo del locutor radiofónico Herb Oscar Anderson, cursó estudios en la American Academy of Dramatic Arts de Manhattan. Actor casi exclusivamente televisivo, debuta en el medio en la segunda mitad de la década de 1970, trabajando en la serie Search for Tomorrow.
No obstante, su carrera adquiere notoriedad a partir de 1981 cuando le es ofrecido el papel de Jeff Colby en la popular Soap opera Dinastía. James interpretó el personaje durante ocho años, hasta 1989, tanto en Dinastía, en dos etapas (1981-1985 y 1987-1989) como en su spin off Los Colby (1985-1987), que protagonizó junto a Emma Samms en el papel de Fallon Carrington Colby, su esposa en la ficción.
Tras la cancelación de la serie, la carrera artística de John James sufrió un retroceso en la década de 1990, con contadas apariciones en producciones televisivas.
Desde 2003 interpreta el papel del Dr. Rick Decker en la serie As the World Turns y en la temporada 2006-2007 intervino en la sitcom All My Children.